# Idioma mahorés

Mapa de localización de la isla de Mayotte.

El mahorés (o shimaore) es un dialecto suajili (lengua bantú) hablado por la mayor parte de la población de Mayotte, departamento de ultramar de Francia en el océano Índico.

## Aspectos históricos, sociales y culturales

### Uso y distribución
El mahorés no es muy conocido fuera de los círculos especializados y de la isla de Mayotte, aunque es el idioma regional de dicha isla y comparte con otros idiomas como el francés y el malgache, que son las lenguas principales en los medios escritos y en la educación. Se hablan en la isla el mahorés, el francés y el malgache, que proviene de Madagascar, ya que los malgaches colonizaron islas como la propia Mayotte, Seychelles, Reunión, Comoras y Madagascar

### Oficialidad
El francés es el único idioma oficial de Mayotte.

## Clasificación
El mahorés pertenece al grupo de lenguas bantúes, familia Níger-Congo. El hecho aparentemente paradójico de que la lengua de Mayotte sea de origen Níger-Congo, se debe a que los primeros pobladores africanos llegaron antes que los franceses a colonizar la isla. 